# Nikołaj Gałaj
Nikołaj Jakowlewicz Gałaj, ros. Николай Яковлевич Галай (ur. w 1903 r., zm. w 1969 r.) – rosyjski wojskowy (podporucznik), emigracyjny działacz i analityk wojskowy oraz publicysta, komendant niemieckiego ośrodka szkoleniowego dla sowieckich oficerów-jeńców wojennych podczas II wojny światowej.
Brał udział w wojnie domowej w Rosji po stronie białych. Ukończył Nikołajewską Szkołę Inżynieryjną. Od 1919 r. służył w stopniu podporucznika w 3 drozdowskiej baterii artylerii. 
W poł. listopada 1920 r. wraz z resztkami wojsk białych ewakuował się z Krymu do Gallipoli. Zamieszkał w Bułgarii, a następnie we Francji. Pracował jako taksówkarz w Paryżu. W 1927 r. przeszedł wyższy kurs wojskowo-naukowy prowadzony przez gen. Nikołaja N. Gołowina. Po jego zakończeniu został szefem katedry historii rzemiosła wojskowego. W II poł. lat 30. był członkiem Rosyjskiego Związku Narodowego Uczestników Wojny. 
Podczas II wojny światowej pełnił w stopniu kapitana funkcję komendanta niemieckiego ośrodka szkoleniowego dla sowieckich oficerów-jeńców wojennych. Po zakończeniu wojny zamieszkał w zachodnich Niemczech. Był naukowym współpracownikiem Instytutu Badań nad Historią i Kulturą ZSRR w Monachium. Jednocześnie był autorem artykułów w czasopiśmie "Часовой" oraz zachodnioniemieckich i amerykańskich czasopismach wojskowych.